# Reuteria
Reuteria is een geslacht van wantsen uit de familie blindwantsen. Het geslacht werd voor het eerst wetenschappelijk beschreven door Auguste Puton in 1875. Het genus is vernoemd naar de entomoloog Odo Reuter.

## Soorten
Het genus bevat de volgende soorten:

- Reuteria aceris Muminov, 1964
- Reuteria bifurcata Knight, 1939
- Reuteria castaneae Josifov, 1987
- Reuteria craigi Blinn, 1988
- Reuteria dobsoni Henry, 1976
- Reuteria fuscicornis Knight, 1939
- Reuteria irrorata (Say, 1832)
- Reuteria jordanica Carapezza, 2002
- Reuteria kiritshenkoi Muminov, 1964
- Reuteria marqueti Puton, 1875
- Reuteria mesasiatica Muminov, 1964
- Reuteria platani Knight, 1941
- Reuteria pollicaris Knight, 1939
- Reuteria querci Knight, 1939
- Reuteria wheeleri Henry, 1976